# Мунтени (Јаши)
Мунтени (рум. Munteni) насеље је у Румунији у округу Јаши у општини Белчешти. Oпштина се налази на надморској висини од 106 m.

## Становништво
Према подацима из 2002. године у насељу је живело 1194 становника, од којих су сви румунске националности.